# Фридрих IX фон Йотинген-Шпилберг
Фридрих IX фон Йотинген-Шпилберг (на немски: Friedrich IX. Graf von Oettingen-Spielberg; * 20 февруари 1556; † 20 юни 1615) е граф на Йотинген-Валерщайн в Шпилберг (близо до Гунценхаузен в Средна Франкония).
Той е вторият син на граф Фридрих V фон Йотинген-Йотинген-Валерщайн (1516 – 1579) и съпругата му графиня Еуфемия фон Йотинген-Флохберг (1523 – 1560), наследничка на Валерщайн, дъщеря на граф Мартин фон Йотинген-Флокберг-Валерщайн (1500 – 1549) и Анна фон Лойхтенберг (1506 – 1555).
Брат е на Вилхелм II (1544 – 1602), граф на Йотинген-Валерщайн-Шпилберг.
Графовете на Йотинген получават през 1363 г. замък Шпилберг, след измирането на графовете на Труендинген. Линията Йотинген-Шпилберг е образувана от Йотинген-Валерщайн през 1623/1694 г. и получава през 1731 г. след измирането на линията Йотинген-Йотинген една трета от техните собствености. През 1734 г. линията Йотинген-Шпилберг е издигната на князе. До днес линията на Шпилбергите притежават дворец Йотинген, замък Шпилберг (от 1363) и дворец Хиршбрун.

## Фамилия
Фридрих IX фон Йотинген-Шпилберг се жени на 6 юни 1585 г. за фрайин Урсула Хайлбрун фон Пфауенау (* 1560; † пр. 28 март 1606). Те имат пет деца:
- Лудвиг Мартин фон Йотинген-Шпилберг (* 4 май 1586 в Ньордлинген; † 1586/1595)
- Емилия/Амалия Салома фон Йотинген-Шпилберг (* 18 септември 1588 в Ньордлинген; † 1588/1600)
- Барбара фон Йотинген-Шпилберг (* 13 април 1593 в Мистелбах, Австрия; † 1593/1605)
- Йохан фон Йотинген-Шпилберг († сл. 24 юни 1627)
- Йохан Фридрих фон Йотинген-Шпилберг († 1628 в Алтьотинг)